# Tullaghan
Tullaghan is een plaats in het Ierse graafschap County Leitrim.